# Operacja Bin Nun Alef
Operacja Bin Nun Alef (hebr. מבצע בן נון א'; pol. Syn Nuna 1) – izraelska operacja wojskowa przeprowadzona podczas I wojny izraelsko-arabskiej w dniach 24-25 maja 1948 roku przeciwko jordańskiej armii. Nazwa operacji nawiązywała do biblijnej postaci syna Nuna, Jozuego, który według Księgą Jozuego był zdobywcą Kanaanu. Operacja była prowadzona na centralnym froncie walk w otoczeniu strategicznego wzgórza Latrun, na którym pozycje zajęli jordańscy żołnierze z Legionu Arabskiego blokując żydowską komunikację z Jerozolimą. Celem operacji było utworzenie korytarza komunikacyjnego i wznowienie konwojów do Jerozolimy. Izraelczycy ponieśli taktyczną porażkę i musieli się wycofać.

## Tło wydarzeń

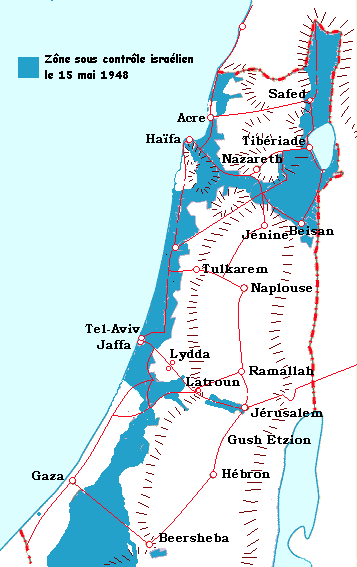
Terytorium Palestyny znajdujący się pod izraelską kontrolą w dniu 15 maja 1948

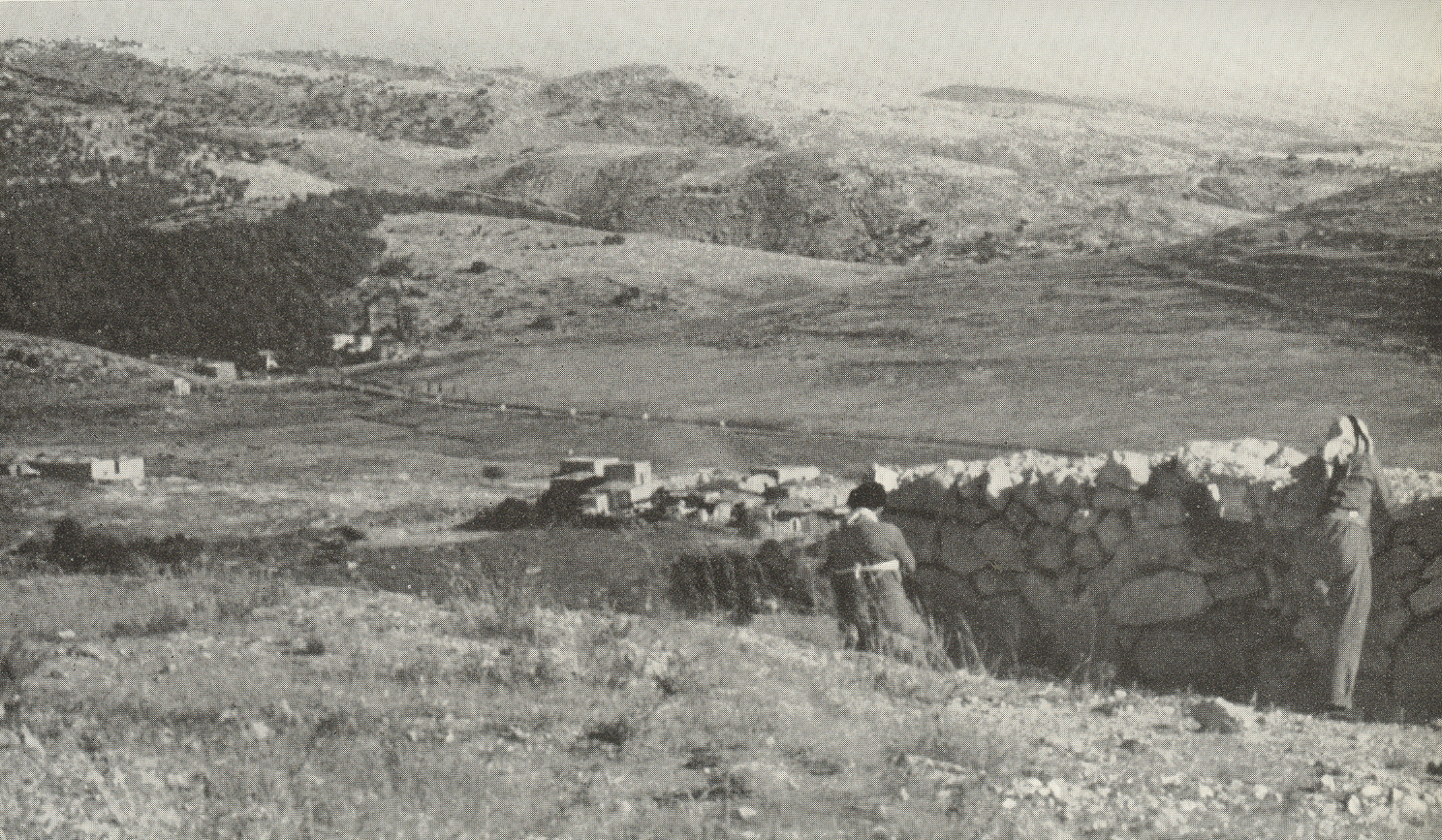
Widok na drogę do Jerozolimy z pozycji Legionu Arabskiego

Wzgórze Latrun jest położone w Dolinie Ajalon, na pograniczu Szefeli i Wyżyny Judei. Wznosi się ono nad strategiczną drogą łączącą Jerozolimę z nadmorską równiną Szaron. Dodatkowo przebiega tędy druga strategicznie ważna droga, łącząca Strefę Gazy z Ramallah w Samarii. Wzgórze Latrun jest położone w odległości 15 kilometrów na zachód od Jerozolimy i 14 km na południowy wschód od Ramli. Strategiczne znaczenie tego miejsca była bardzo dobrze znane już od Starożytności. Rozumiejąc, że ten kto kontroluje wzgórze Latrun, kontroluje również komunikację z Jerozolimą, brytyjskie władze Mandatu Palestyny wybudowały tutaj fort Tegart będący siedzibą policji mandatowej.
Uchwalona 29 listopada 1947 roku Rezolucja Zgromadzenia Ogólnego ONZ nr 181 zakładała, że na terenie byłego Mandatu Palestyny miały powstać dwa państwa (żydowskie i arabskie) oraz mała międzynarodowa strefa obejmująca Jerozolimę i Betlejem. Strefa międzynarodowa miała pozostawać poza granicami obu państw i być zarządzana przez Narody Zjednoczone, które stawały się gwarantem bezpieczeństwa wszystkich świętych miejsc Chrześcijaństwa, Islamu i Judaizmu w obu miastach. Zgodnie z planem podziału Palestyny, Latrun miało znaleźć się w granicach państwa arabskiego.
Region Jerozolimy stanowił najsilniejszy punkt sporny pomiędzy społecznością żydowską a arabską w Palestynie. Żydzi nie mogli pogodzić się z faktem, że Jerozolima nie będzie stolicą państwa żydowskiego. Również Arabowie nie godzili się z faktem, że miasto nie będzie znajdować się pod ich kontrolą. Miasto poza znaczeniem politycznym, religijnym i społeczno-kulturalnym, miało także duże znaczenie militarne, ponieważ kontrola nad Jerozolimą dawała również kontrolę nad całą górzystą okolicą. Obie strony przygotowując się do nadchodzącej konfrontacji zbrojnej uważały, że zwycięstwo w Jerozolimie będzie oznaczać zwycięstwo w całej wojnie. Egzystencja społeczności żydowskiej w Jerozolimie była uzależniona od płynności dostaw z równiny Szaron i miasta Tel Awiw. Utrzymanie tej komunikacji było dla jerozolimskich Żydów sprawą życia i śmierci. Izraelski dziennikarz Amos Elon argumentował: „Dla wszystkich było jasnym, że bitwa o Jerozolimę nie zostanie rozstrzygnięta na Starym Mieście, ale na wąskim pasie asfaltu, który łączy Jerozolimę z Tel Awiwem. Ta droga decydowała o życiu miasta i bez niej nie było szans na przetrwanie”. Wzgórze Latrun zajmowało na tej drodze jedno z najważniejszych pozycji. Dawid Ben Gurion powiedział: „Bez Latrun nie ma drogi, bez drogi nie ma Jerozolimy”.
Od pierwszych dni wojny domowej w Mandacie Palestyny Arabowie skoncentrowali większość swoich wysiłków na zablokowaniu żydowskiej komunikacji z Jerozolimą. Żydowska organizacja paramilitarna Hagana wyznaczyła Miszael Shahama („Azarja”) do organizowania konwojów do Jerozolimy. Za obronę rejonu Jerozolimy odpowiadała Brygada Ecjoni, a konwoje ochraniała Brygada „Harel”. Równolegle Brygada Giwati przeprowadziła w kwietniu 1948 operację Nachszon, podczas której siły żydowskie przejęły kontrolę nad prawie całą długością drogi do Jerozolimy. Wyjątek stanowił rejon Latrun, który aż do 15 maja pozostawał pod kontrolą brytyjskiej armii. Pomimo to, Brytyjczycy pozwolili siłom Arabskiej Armii Wyzwoleńczej przejęcie kontroli nad wschodnią częścią Latrun. Dodatkowo w okolicy działały mniejsze siły Armii Świętej Wojny, które nękały i paraliżowały żydowskie konwoje. W dniach 8-16 maja żydowska Hagana przeprowadziła operację Maccabi. W czasie jej trwania Brygada Giwati nacierała od zachodu na Latrun, podczas gdy Brygada Harel nacierała od strony Jerozolimy w kierunku na Sza’ar ha-Gaj. Operacja zakończyła się niepowodzeniem, i po poniesieniu ciężkich strat Żydzi wycofali się. Pod koniec tych starć, w nocy 14 maja fort w Latrun opuścili brytyjscy żołnierze. Niemal równocześnie, dowodzący Arabską Armią Wyzwoleńczą Fauzi al-Kawukdżi otrzymał rozkaz przegrupowania swoich oddziałów na północ, bliżej granicy Syrii. Podległe mu jednostki rozpoczęły więc odwrót w kierunku Ramallah, i następnie w stronę Galilei. W rezultacie w rejonie Latrun pozostały jedynie niewielkie siły Armii Świętej Wojny. Cały obszar pozostawał prawie pozbawiony arabskiej obrony przez trzy kolejne dni. Jednak strona żydowska nie posiadała odpowiednich danych wywiadowczych, oraz cierpiała na niedostatek sił zbrojnych, wobec czego nie była w stanie przejąć kontroli nad tym strategicznym odcinkiem drogi do Jerozolimy.
Na samym początku I wojny izraelsko-arabskiej, w nocy z 14 na 15 maja 1948 roku oddziały jordańskiego Legionu Arabskiego przeszły przez most Allenby’ego i wkroczyły na terytorium dawnego Mandatu Palestyny. Głównym zadaniem Legionu Arabskiego było opanowanie Zachodniego Brzegu Jordanu i unikanie konfrontacji z siłami żydowskimi w rejonie Jerozolimy, aby nie sprowokować Żydów do ściągnięcia posiłków w ten region. Z tego powodu Jordańczycy zajęli rejon miasta Jerycho, skąd udali się na północ do Nablusu, i dopiero stąd dotarli do Ramallah. W mieście tym założono główną kwaterę wojsk jordańskich. Legion Arabski zajął następujące pozycje: (1) 1 Brygada dowodzona przez pułkownika Goldie miała swoją główną kwaterę w wiosce Beitunia. Obejmowała ona: 1 Regiment (pod dowództwem ppłk Blackdena), który operował w rejonie miasta Nablus; i 3 Regiment (pod dowództwem ppłk Newmana), który operował w rejonie Ramallah. (2) 3 Brygada dowodzona przez pułkownika Ashtona miała swoją główną kwaterę w wiosce Jalu. Obejmowała ona: 4 Regiment (pod dowództwem ppłk Habes Majali), który przejął obronę rejonu Latrun; i 2 Regiment (pod dowództwem majora Slade’a) pozostający w odwodzie. (3) 4 Brygada dowodzona przez pułkownika Ahmada Sigqi al-Jundi miała swoją główną kwaterę w Ramallah. Brygada ta została sformowana pośpiesznie i nie służyli w niej żadni brytyjscy oficerowie. Obejmowała ona: 5 Regiment (pod dowództwem ppłk Abd al-Halima al-Sakita); i 6 Regiment (pod dowództwem ppłk Abdullaha al-Tall), który zajął pozycje we wschodniej części Samarii pomiędzy Jerychem a Damija. Każdy z tych regimentów składał się z tysiąca żołnierzy zorganizowanych w cztery kompanie i jednostkę wsparcia składającą się z 4 samochodów pancernych i armaty 2-funtowej. Dodatkowe wsparcie zapewniało 6 dział przeciwpancernych i 2 moździerze. Ponadto, 4 Brygadzie towarzyszyły siły 5 kompanii milicji, liczące 650 arabskich ochotników. Dodatkowo mniejsze jednostki działały samodzielnie. 17 maja wysłano z Jerycha do Jerozolimy na Górę Oliwną 1 i 8 samodzielne kompanie. 15 kompania wzmocniła arabskich ochotników w rejonie miast Lidda i Ramla. 13 kompania została wysłana bardziej na północ, w rejon żydowskiego kibucu Geszer, a 12 kompania zajęła okolicę Hebronu na południu. W momencie przekroczenia przez Legion Arabski rzeki Jordan, siły Arabskiej Armii Wyzwoleńczej opuściły rejon Latrun, otwierając Żydom drogę do Jerozolimy. Było to następstwem umowy z królem Abdullahem, na mocy której jednostki Arabskiej Armii Wyzwoleńczej miały przegrupować się na północ od Ramallah, gdzie miały przez tydzień odpocząć i uzupełnić zapasy. O zawartym porozumieniu nie zostali powiadomieni jordańscy dowódcy polowi, dla których wycofanie sił dowodzonych przez Fauziego al-Kawukdżiego było całkowitym zaskoczeniem. Przegrupowanie jordańskich oddziałów zajęło trzy dni, i dopiero 17 maja w rejon Latrun przybył siły 4 Regimentu. Co najdziwniejsze, Jordańczycy nie planowali początkowo obsadzenia pozycji obronnych w forcie Latrun. 2 Batalion zajął wioskę An-Nabi Samu’il, w której rozlokowała się bateria artylerii licząca 4 haubicoarmaty 25-funtowe i 6 ciężkich moździerzy. Natomiast 4 Batalion obsadził drogę prowadzącą do Latrun. W odwodzie pozostawał 2 Regiment, którego 2 kompania zajęła pozycje obronne na wzniesieniach na północ od Sza’ar ha-Gaj. Żydzi, z powodu braku informacji wywiadowczych, nie wykorzystali jordańskiej niefrasobliwości, czego konsekwencją była seria późniejszych krwawych bitew.
Gdy jordańskie dowództwo otrzymało informacje wywiadu o przygotowaniach do wyruszenia kolejnego konwoju żydowskiego do Jerozolimy, wydano pośpieszne rozkazy, aby zająć wioskę al-Latrun i sąsiedni fort Latrun. Pozycje te zajęła 3 kompania 4 Batalionu wzmocniona przez jednostki lokalnych milicji oraz działo przeciwpancerne i trzy moździerze. Reszta batalionu pozostawało w odwodzie. W dniu 18 maja do Jerozolimy dotarł ostatni żydowski konwój 35 ciężarówek. Był on przez całą drogę uważnie obserwowany przez jordańskich żołnierzy, którzy jednak go nie ostrzelali. Jednak po jego przejechaniu, dowództwo rozkazało, aby cały 4 Batalion zajął pozycje obronne w Latrun. Równocześnie rozmieszczono baterię artylerii w pobliskiej wiosce Bajt Nuba. Wywiad żydowski zupełnie nie zdawał sobie sprawy z rozmieszczenia i wielkości jordańskich sił, i dlatego Izraelczycy stracili okazję rozstrzygnięcia walki na swoją korzyść.
W następnych dniach sytuacja społeczności żydowskiej w Jerozolimie stała się bardzo ciężka. Zapasy żywności, lekarstw, wody, a także uzbrojenia i amunicji, zaczęły gwałtownie maleć. Zmusiło to przywódców społeczności do wprowadzenia reglamentacji żywności. Sytuację komplikowała bardzo ciężka sytuacja na liniach obronnych miasta. W dniu 17 maja Jordańczycy zaangażowali się w bitwę o Stare Miasto (16-28 maja) przesądzając o losach Dzielnicy Żydowskiej. Trzy kompanie 6 Regimentu Legionu Arabskiego wkroczyły do miasta od północnego wschodu i zajęły dzielnicę Asz-Szajch Dżarrah, angażując się w ten sposób w bitwę o Jerozolimę. Równocześnie nastąpiło przegrupowanie jordańskich i irackich jednostek na północ od miasta. Irakijczycy wkroczyli do Nablusu, umożliwiając jordańskiemu 1 Regimentowi przegrupowanie się bliżej rejonu ciężkich walk w Latrun. Od południa z kierunku Hebronu w pobliże Jerozolimy dotarła egipska kolumna wojskowa. W rejonie kibucu Ramat Rachel połączyła ona swoje siły z Legionem Arabskim. W dniach 22-25 maja doszło tam do bitwy o Ramat Rachel. Kibuc przechodził z rąk do rąk, został jednak ostatecznie utrzymany przez Izraelczyków. Było to ważne strategicznie zwycięstwo, ponieważ uniemożliwiła Arabom bezpośredni atak na Jerozolimę od południa. Izraelczycy jednak błędnie interpretowali te wszystkie arabskie działania i obawiali się, że Legion Arabski szykuje się do zajęcia całej Jerozolimy. Zdawali sobie przy tym sprawę, że ich siły nie będą w stanie powstrzymać natarcia tak zawodowej jednostki. Sytuacja wydawała się tak trudna, że kilku izraelskich dowódców wysłało telegramy do Dawida Ben Guriona, że nie zdołają utrzymać miasta dłużej niż przez dwa tygodnie.
W obawie, że bez dostaw zaopatrzenia Jerozolima upadnie, Dawid Ben Gurion zdecydował się poradzić zawodowego amerykańskiego oficera Dawida Marcusa, który dostrzegł szansę obrony miasta w szybkim przywróceniu normalnego zaopatrzenia i wzmocnieniu sił obrońców. Po analizie terenu zalecił on, aby kluczowych pozycji na wzgórzach pomiędzy Sza’ar ha-Gaj a Jerozolimą, broniły dwa bataliony piechoty. Konwoje z zaopatrzeniem miały poruszać się jedynie w nocy, pod ochroną plutonu Palmach, który w przypadku zasadzki miał kontratakować. Analizując siły, które mogły być użyte przy ewentualnym natarciu na fort Latrun, pozostawała tylko jedna możliwość – użycie nowo sformowanej i niedoświadczonej 7 Brygady Pancernej. Z taką oceną sytuacji zgodził się Dawid Ben Gurion i nakazał przygotowanie operacji militarnej mającej na celu zdobycie Latrun. Z punktu widzenia wojskowego decyzja wydawała się konieczna. Jednak z punktu widzenia politycznego była niezwykle trudną i skomplikowaną, ponieważ Latrun znajdowało się na terenach przyznanych państwu arabskiemu i atak na te pozycje stanowił naruszenie tajnych porozumień zawartych z jordańskim królem Abdullahem I. Decyzji tej sprzeciwiał się także szef sztabu operacji Jigael Jadin, który uważał, że w tej chwili najważniejszym militarnym priorytetem jest wzmocnienie obrony na froncie południowym, gdzie trwała ciężka bitwa o kibuc Jad Mordechaj (19-24 maja) i wojska egipskie stwarzały potencjalne zagrożenie dla Tel Awiwu. Ben Gurion narzucił jednak swoją wolę wojskowym. Te różnice zdań miały wpływ na przygotowania strategii i wpłynęły na wynik bitwy.

## Układ sił

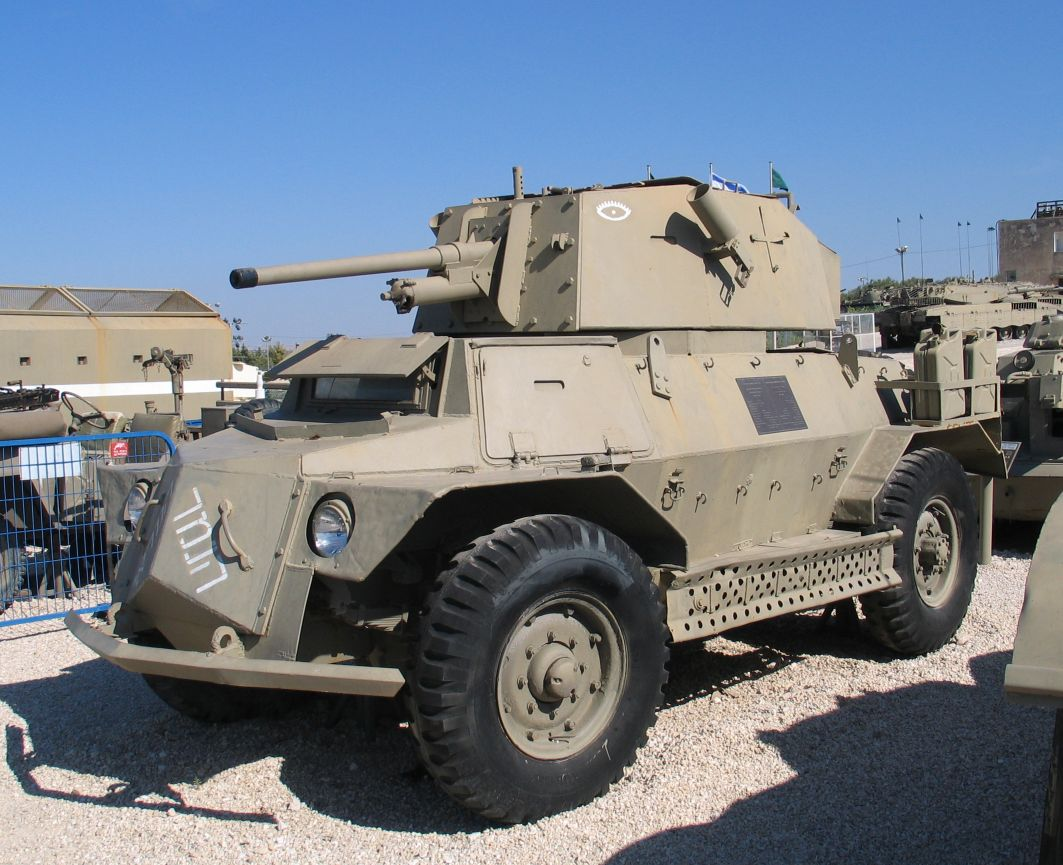
Samochody pancerne Marmon-Herrington będące na uzbrojeniu Legionu Arabskiego

### Siły arabskie
Obszaru Latrun bronił 4 Regiment Legionu Arabskiego, dowodzony przez pułkownika Habis al-Madżali. Siły te liczyły 600 żołnierzy. W samym forcie brytyjskiej policji stacjonował niewielki garnizon wojskowy, a większość sił zajęła wzgórza położone bardziej na wschód. 4 Batalion obsadził zachodnią część grzbietu, 2 Batalion Zmotoryzowany zajął stanowiska we wschodniej części grzbietu. Dodatkowym wzmocnieniem był oddział około 600 arabskich ochotników, którzy zorganizowali linię obrony w oparciu o wioski Bajt Jiz i Bajt Susin.
Gdy rozpoczęła się bitwa o Latrun, dowodzący Legionem Arabskim, John Bagot Glubb, rozkazał 2 Regimentowi dowodzonemu przez majora Geoffreya Locketta, udanie się w rejon walk. 2 Regiment liczył 2300 żołnierzy i 800 ludzi jednostek pomocniczych. Na swoim uzbrojeniu miał 35 samochodów pancernych, w tym 17 pojazdów Marmon-Herrington. Wsparcie artyleryjskie zapewniało 8 haubic 25-funtowych, 8 armat 6-funtowych, 10 przeciwpancernych armat 2-funtowych i 16 moździerzy.
Łączna liczba arabskich sił wynosiła około 2900 jordańskich żołnierzy, 600 ochotników i 800 żołnierzy jednostek pomocniczych. Siły arabskie były dobrze uzbrojone i zajmowały ufortyfikowane pozycje obronne ukryte wśród wzgórz lub na szczytach grzbietów górskich.

### Siły żydowskie
Zadanie zdobycia Latrun otrzymał Szelomo Szamir. Pod jego rozkazami znajdowała się 7 Brygada Pancerna. Pomimo swojej nazwy, była to jednostka piechoty zmechanizowanej, która składała się z trzech batalionów poruszających się przy użyciu różnych pojazdów: samodzielnie montowanych samochodach pancernych, zdobycznych transporterach opancerzonych i wszelkich samochodach terenowych. Brygada liczyła 1650 żołnierzy, z których część była zagranicznymi wolontariuszami, brytyjskimi weteranami wojennymi bądź żołnierzami Palmach. Około 140 było imigrantami, którzy właśnie przyjechali do Izraela. Dodatkowym wsparciem był 32 Batalion z Brygady Aleksandroni – było to 450 żołnierzy. Ich ciężkie uzbrojenie było ograniczone i stanowiło zaledwie 12 pojazdów opancerzonych i 13 moździerzy.
Operacja Bin Nun była częścią dużej operacji wojskowej („Ramallah Plan”), której celem było przełamanie arabskiej blokady w Ramallah, połączenie się z Brygadą „Harel” w rejonie Jerozolimy, a następnie zajęcie obszaru Ramallah. W ten sposób zniesiono by oblężenie Jerozolimy i wyparto jordański Legion Arabski. Operacja Bin Nun zakładała przejęcie odcinka drogi w rejonie Latrun i zapewnienie bezpieczeństwa konwojom z zaopatrzeniem do Jerozolimy. Izraelskie plany operacyjne były jednak bardzo słabe, co wynikało w większości ze słabych informacji wywiadowczych o siłach arabskich zgromadzonych w rejonie Latrun. Izraelski wywiad nie miał pojęcia o obecności regularnych jordańskich jednostek wojskowych, i spodziewał się, że w tym obszarze działają jedynie nieregularne siły arabskich ochotników. W ten sposób cały plan operacyjny został oparty na nieprawdziwych danych wywiadowczych.
Plan zakładał, że dwie kompanie 32 Batalionu uchwycą arabską wieś al-Latrun i wzgórze dominujące nad doliną od wschodu. Równocześnie dwie kompanie 72 Batalionu oskrzydlą od południa Latrun i zabezpieczą obszar działań od strony Sza’ar ha-Gaj. W drugim etapie operacji miało nastąpić przejęcie kontroli nad grzbietami górskimi i połączenie z siłami Brygady Harel. Po uzyskaniu pewności o bezpieczeństwie okolicy, zezwolono by konwojom na ruszenie w stronę Jerozolimy. Ponieważ nie spodziewano się napotkać żadnego poważnego oporu, plan nie przewidywał ewakuacji ofiar, czy taż dostarczania amunicji, wody i zaopatrzenia na pole walki. Operacja miała być krótkotrwała i stanowić wyjście do dalszych działań w rejonie Jerozolimy.

## Przebieg operacji

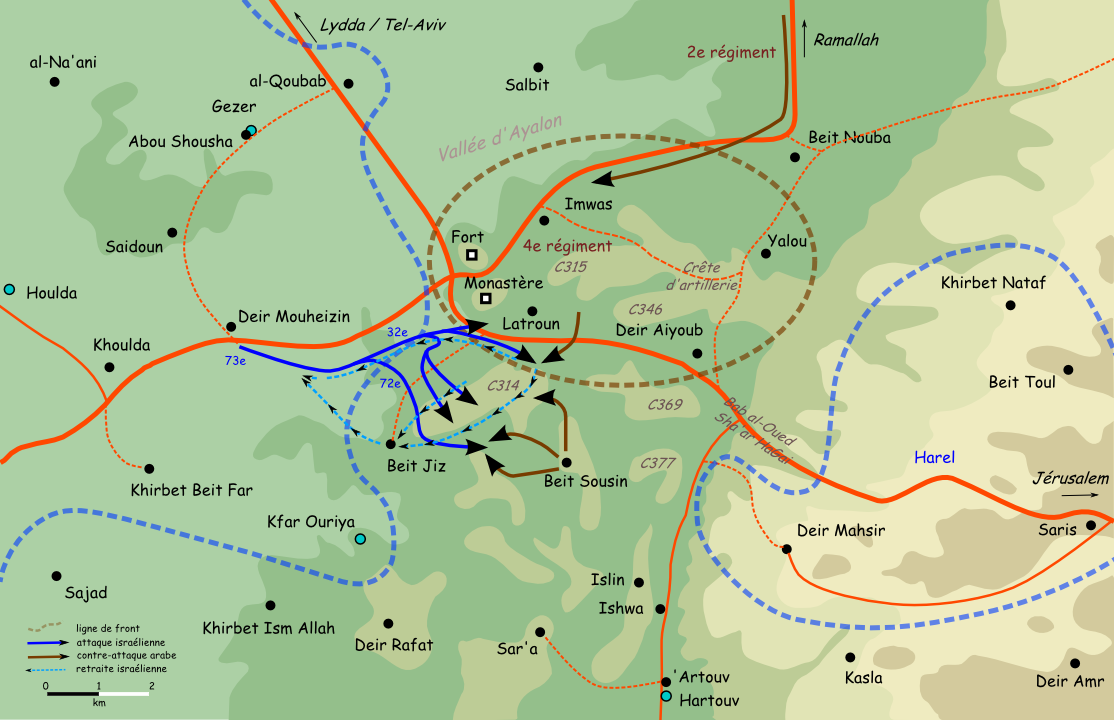
Przebieg operacji Bin Nun Alef

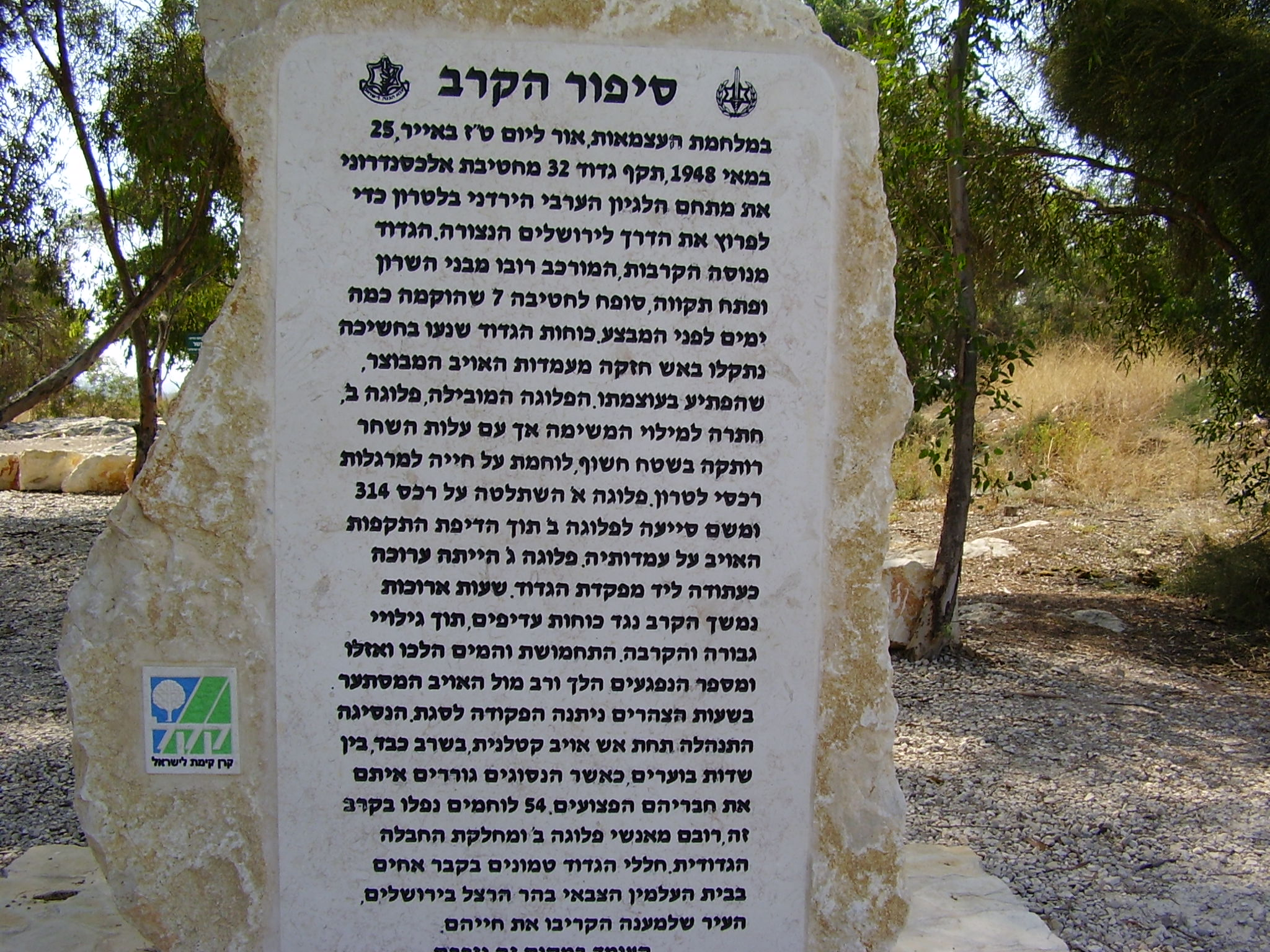
Pomnik bohaterów 32 Batalionu z Brygady Aleksandroni w Latrun

Rozpoczęcie operacji było planowane na północ 23 maja 1948, zostało jednak opóźnione o 24 godziny, ponieważ nie udało się na czas przeprowadzić koncentracji wojsk i broni. Izraelskie dowództwo nie wykorzystało czasu opóźnienia na wysłanie patrolu rozpoznawczego w celu dokładnego poznania położenia i wielkości sił wroga. Tymczasem punkty obserwacyjne Legionu Arabskiego zaobserwowały w świetle jasnego księżyca ruch konwoju autobusów, który przywiózł w rejon Latrun żołnierzy 7 Brygady, a następnie zaobserwowano przegrupowanie sił 32 Batalionu na południe od Latrun. W oparciu o te dane, dowództwo Legionu spodziewało się izraelskiego ataku i nakazało przegrupowanie posiłków w rejon nadchodzących walk.
Drugie rozpoczęcie operacji było planowane na godzinę 20:00 wieczorem 24 maja, ale okazało się, że konwoje z żołnierzami nadal mają trudności z dotarciem. Dlatego rozpoczęcie ataku przesunięto na północ. Jednak i ten termin okazał się niemożliwy do spełnienia, ponieważ konwoje zabłądziły w nocy. Dodatkową niespodziewaną trudnością było napotkanie blokady drogowej, którą żołnierze musieli rozebrać, aby móc kontynuować dalszą jazdę. Opóźnienie w rozpoczęciu operacji okazało się być krytycznym, ponieważ umożliwiło Jordańczykom ściągnięcie posiłków i pozbawiło Izraelczyków możliwości wykorzystania elementu zaskoczenia poprzez atak pod osłoną ciemności. Zamiast planowanego ataku nocnego, operacja przekształciła się w działania wojskowe prowadzone w świetle dziennym.
O godzinie 4:00 rano 25 maja izraelskie moździerze rozpoczęły ostrzał. Równocześnie izraelska piechota rozpoczęła natarcie, wychodząc tym samym na otwartą przestrzeń. Z powodu niewielkiego zasięgu i ograniczonego zapasu amunicji, moździerze musiały wstrzymać ogień. Tymczasem ogień otworzyła jordańska artyleria, a z rejonu klasztoru Latrun ogień otworzyły karabiny maszynowe. Atakujący żołnierze 32 Batalionu znaleźli się w ten sposób pod ciężkim ostrzałem i nie mogli kontynuować natarcia. Widząc co się dzieje, dowódca 72 Batalionu nakazał swoim żołnierzom zmienić kierunek natarcia i zaatakował Wzgórze 314 położone na południe od doliny. Wzgórze zdobyto po krótkiej walce, jednak arabscy ochotnicy rozpoczęli kontrataki zmuszając żydowskich żołnierzy do zajęcia pozycji obronnych na wzgórzu. Dwie kompanie 72 Batalionu podjęły próbę zaatakowania na wschód wzdłuż grzbietu Wzgórza 314. Jednak większość tych żołnierzy była nowymi imigrantami, którzy nie mieli doświadczenia bojowego i przeszli zaledwie podstawowe szkolenie wojskowe. Gdy znaleźli się pod ciężkim ostrzałem i stanęli w obliczu powtarzających się natarć wroga, ich linie załamały się i żołnierze rozpoczęli nieskoordynowany odwrót. Całą sytuację uratowali doświadczeni żołnierze 32 Batalionu, którzy zapewnili wsparcie ogniowe wycofującym się żołnierzom. Pozostający w rezerwie 71 Batalion zajął Wzgórze 200, położone na południowy zachód od skrzyżowania Latrun, i oczekiwał na dalsze rozkazy.
W międzyczasie, izraelskie dowództwo postanowiło przeprowadzić dywersyjny atak na pobliskie miasta Lidda i Ramla, aby odciągnąć uwagę dowództwa Legionu Arabskiego i jednocześnie zabezpieczyć własne siły walczące w rejonie Latrun przed możliwością kontrataków z tych miast. Izraelskie samoloty przeprowadziły nalot na oba miasta, a artyleria je ostrzelała. Niewielkie działania przeprowadziły także jednostki Brygady Kirjati.
Około godziny 10 rano stało się jasne, że atak na Latrun nie powiódł się, a siły atakujących są zagrożone otoczeniem i zniszczeniem. Około południa wydano rozkazy odwrotu. 72 Batalion wycofał się do wioski Bajt Jiz, a następnie zszedł pieszo kilka kilometrów do drogi. 73 Batalion miał zabezpieczać odwrót rannych, jednak w wyniku wydania sprzecznych rozkazów i zamieszania spowodowanego przez jordański ostrzał artyleryjski, wielu rannych pozostało i trafiło do niewoli. Natomiast 32 Batalion wycofał się na Wzgórze 200, które pozostało jako jedyna zdobycz wojenna tej operacji.

## Reakcje i następstwa
Izraelczycy ponieśli ciężkie straty: 72 zabitych, 6 rannych i 140 jeńców. Największe straty poniósł 32 Batalion z Brygady Aleksandroni, który stracił 48 zabitych i 6 rannych. Natomiast 72 Batalion z 7 Brygady Pancernej był zmuszony pozostawić swoich rannych na polu walki i został tymczasowo wyłączony z dalszych działań bojowych. Była to całkowita porażka sił izraelskich.
Jordańczycy byli mocno zaniepokojeni izraelskim atakiem na Latrun. Wynikiem tego było wywarcie dyplomatycznego nacisku na Egipt, aby egipski korpus ekspedycyjny wznowił swoje natarcie  rejonu al-Majdal dalej na północ i odciążył w ten sposób Legion Arabski. Głównodowodzący siłami egipskimi, generał Ahmad Ali al-Muwawi odmówił ze względu na słabość własnych sił i nadmierne rozciągnięcie linii zaopatrzeniowych. Ostatecznie al-Mwawi otrzymał rozkaz i musiał 28 maja wznowić natarcie. Aby go zatrzymać, Izraelczycy przeprowadzili operację Filistia (29 maja – 3 czerwca). W opinii wielu historyków był to moment zwrotny w walkach na froncie południowym. W taki więc sposób, operacja Bin Nun Alef wymusiła przyśpieszenie biegu wydarzeń na froncie izraelsko-egipskim.